# Parthenicus albellus
Parthenicus albellus är en insektsart som beskrevs av Knight 1925. Parthenicus albellus ingår i släktet Parthenicus och familjen ängsskinnbaggar. Inga underarter finns listade i Catalogue of Life.